# George Moore (författare)

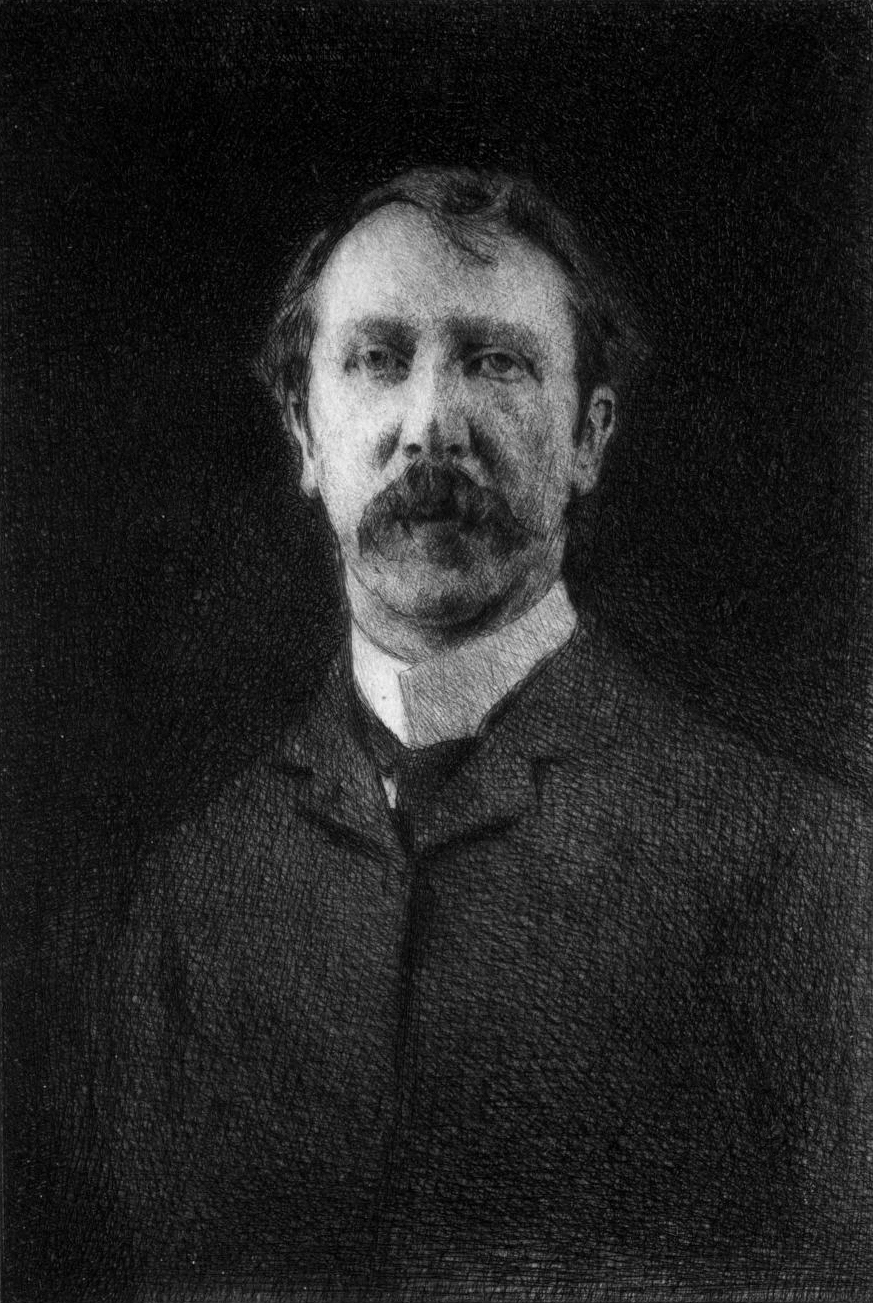
George Moore omkring 1888.

George Moore, född 24 februari 1852 på godset Moore Hall i grevskapet Mayo, död 21 januari 1933 i London, var en brittisk författare av irländsk börd.

## Verksamhet
George Moor tillbringade ungdomsåren 1870-1884 i Paris, mest i Paul Verlaines kretsar. Han utgav under den tiden ett antal så kallat dekadenta diktsamlingar. Flowers of passion (1878) och Pagan poems (1882) hör hit. Men 1888 gav han perioden en frän slutlikvid i boken Confessions of a young man. Den följdes av romanen Esther Waters (1894, svensk översättning 1899), skriven i en naturalistisk anda. Vid mitten av 1890-talet drog vidsträckta konst- och litteraturstudier in honom i en Wagnermystik vilken resulterade i verk som novellsamlingen Celibates (1895), och romanerna Evelyn Innes (1898) och Sister Teresa (1901). Ett tilltagande intresse för keltisk kultur, i anslutning till den uppvaknande irländska självständighetsrörelsen märktes i novellsamlingen The untilled field (1903). I Memoirs of my dead life (1906) gav han ytterligare glimtar och minnesbilder från sin ungdoms parisiska kulturliv. Därefter ägnade han sig åt sin stora livsuppgörelse, Hail and farewell (delarna Ave 1911, Salve 1912 och Vale 1914). Han fortsatte denna självrannsakan i Conversations in Ebury Street (1924) och Avowals (1919, 1926).

## Böcker på svenska
- Esther Waters (Adolf Bonniers romanbibliotek, 1899; en andra upplaga 1900)
- De älskande i Orelay och andra berättelser, översättning Karin Jensen (Wahlström & Widstrand, 1927)